# Alessa Ries
Alessa Ries (* 1981) ist eine ehemalige deutsche Schwimmerin. Sie gewann bei Weltmeisterschaften auf der 50-Meter-Bahn zwei Silbermedaillen und bei Europameisterschaften auf der Langbahn zwei Goldmedaillen. Auf der 25-Meter-Bahn erschwamm sie bei Europameisterschaften eine Bronzemedaille.

## Karriere
Alessa Ries schwamm für die TG Heddesheim. Bei deutschen Meisterschaften wurde sie 2001 Zweite über 200 Meter Freistil hinter Sara Harstick. 2002 belegte sie den dritten Platz hinter Franziska van Almsick und Meike Freitag. Bei den deutschen Kurzbahnmeisterschaften siegte Alessa Ries 2000 über 100 Meter, 200 Meter und 400 Meter Freistil. Nach einem zweiten Platz 2001 über 200 Meter Freistil hinter van Almsick siegte sie 2002 noch einmal über diese Distanz. Über 400 Meter Freistil wurde Ries 2002 und 2003 Zweite hinter Hannah Stockbauer.
Bei den Weltmeisterschaften 2001 schied Alessa Ries als 27. der Vorläufe über 200 Meter Freistil aus. Die 4-mal-200-Meter-Freistilstaffel mit Silvia Szalai, Alessa Ries, Sara Harstick und Meike Freitag erreichte das Finale mit der drittschnellsten Zeit. Im Endlauf wurden Silvia Szalai, Sara Harstick, Hannah Stockbauer und Meike Freitag Zweite hinter den Britinnen. Alessa Ries erhielt für ihren Einsatz im Vorlauf ebenfalls eine Silbermedaille. Ende des Jahres bei den Kurzbahneuropameisterschaften in Antwerpen wurde Ries über 200 Meter Freistil Dritte mit anderthalb Sekunden Rückstand auf die zweitplatzierte Französin Solenne Figuès.
2002 bei den Europameisterschaften in Berlin siegte die deutsche 4-mal-200-Meter-Freistilstaffel in der Besetzung Petra Dallmann, Alessa Ries, Hannah Stockbauer und Franziska van Almsick mit fast sieben Sekunden Vorsprung vor den Spanierinnen. Alessa Ries wurde auch im Vorlauf der 4-mal-100-Meter-Freistilstaffel eingesetzt. Im Finale siegten Katrin Meißner, Petra Dallmann, Sandra Völker und Franziska van Almsick. Ende 2002 belegte Ries den sechsten Platz über 200 Meter Freistil bei den Kurzbahneuropameisterschaften in Riesa.
Bei den Weltmeisterschaften 2003 in Barcelona siegte die 4-mal-100-Meter-Freistilstaffel aus den Vereinigten Staaten vor Petra Dallmann, Katrin Meißner, Antje Buschschulte und Sandra Völker, die das Ziel eine Zehntelsekunde vor den drittplatzierten Australierinnen erreichten. Für ihren Vorlaufeinsatz erhielten auch Alessa Ries und Daniela Götz eine Silbermedaille. Über 200 Meter Freistil schied Ries als 22. der Vorläufe aus. In der 4-mal-200-Meter-Freistilstaffel schwammen im Vorlauf Alessa Ries, Silke Nowotzin, Daniela Götz und Nicole Hetzer die neuntschnellste Zeit und verpassten den Finaleinzug um 0,2 Sekunden. Ende 2003 nahm Alessa Ries noch an den Kurzbahneuropameisterschaften in Dublin teil. Sie wurde Fünfte über 200 Meter Freistil und Achte über 400 Meter Freistil.
Alessa Ries studierte Betriebswirtschaftslehre an der Universität Mannheim.